# Hadsund Provsti
| Aalborg Vestre Provsti                                 | Aalborg Vestre Provsti         |
| ------------------------------------------------------ | ------------------------------ |
| Staat                                                  | Dänemark                       |
| Region                                                 | Nordjylland                    |
| Kommune(n)                                             | Mariagerfjord                  |
| Bistum (Stift)                                         | Aalborg                        |
| Gemeinden (Pastorater)                                 | 7                              |
| Kirchspielgemeinden (Sogne)                            | 12                             |
| Propst (Provst)                                        | Carsten Bøgh Pedersen          |
| Bevölkerung                                            | 17.988 (2021)                  |
| Mitglieder der Folkekirken                             | 15.611 (2021)                  |
| Anteil an der Gesamtbevölkerung:                       | ca. 86,8 %                     |
| Website                                                | https://www.hadsundprovsti.dk/ |
|                                                        |                                |
| Lage der Hadsund Provsti (rot) im Aalborg Stift (weiß) |                                |

Die Hadsund Provsti ist eine Propstei der evangelisch-lutherischen Volkskirche Dänemarks (Folkekirken) im Südosten des Bistums Aalborg in Norddänemark. In dem Gebiet gibt es insgesamt 14 Kirchen, aufgeteilt auf sieben Gemeinden, Propst ist (Stand 11/2021) Carsten Bøgh Pedersen. Die Hadsund Provsti umfasst den Teil der Mariagerfjord Kommune, der nördlich des Mariagerfjordes liegt. Der südliche Teil der Kommune, einschließlich der Stadt Hobro, gehört bereits zur Hobro-Mariager Provsti im Bistum Århus.

## Kirchspielgemeinden (Sogne)
Folgende 12 Kirchspielgemeinden bilden zusammen die Hadsund Provsti:
- Als Sogn
- Arden Sogn
- Astrup Sogn
- Oue Sogn
- Rold Sogn
- Rostrup Sogn
- Skelund Sogn
- Valsgaard Sogn
- Vebbestrup Sogn
- Visborg Sogn
- Vive-Hadsund Sogn
- Øster Hurup Sogn

## Gemeinden (Pastorater)
Die 12 Kirchspiele sind in folgende 7 Gemeinden aufgeteilt:
- Als-Øster Hurup Pastorat
- Astrup-Rostrup Pastorat
- Oue-Valsgaard Pastorat
- Rold-Vebbestrup Pastorat
- Skelund-Visborg Pastorat
- Storarden Pastorat
- Vive-Hadsund Pastorat